# Kertészsziget
Kertészsziget est un village et une commune du comitat de Békés en Hongrie.

## Édifices et lieux d'intérêt
- Bureau de poste
- Cabine téléphonique